# 矢﨑博一
矢﨑 博一（やざき ひろかず、1950年 - ）はぴいえいえす株式会社代表取締役、日本の建築家。東京都建築士事務所協会 木造耐震専門委員会委員長。
長野県生まれ。1973年日本大学生産工学部卒業。